# 六花亭富雪
六花亭 富雪（ろっかてい とみゆき、生没年不詳）は江戸時代末期の大坂の浮世絵師。

## 来歴
大坂の人。天保から嘉永期に富雪、六華亭、六花亭、千錦亭と号して役者絵や読本の挿絵を描いている。

## 作品
- 「与三郎・三枡大五郎」 大判 天保末年
- 「三世尾上菊五郎口上図」 中判 嘉永1年8月 角座
- 「口上初代大川橋蔵」 中判 国立劇場所蔵
- 「三都役者顔見世座付引合之図」 64.0×51.2cm 国立劇場所蔵
- 『俊傑神稲水滸伝』5～28編 読本 知足館松旭作 弘化4年～
- 『絵本岩見英雄録』3編 水原玉藻作 嘉永5年